# Можура
Можура (чорн. Možura/Можура) — покинуте село (поселення) в Чорногорії, підпорядковане общині Ульцинь.

## Населення
Динаміка чисельності населення (станом на 2003 рік):